# Dům čp. 310 (Kamenický Šenov)
9. května čp. 310 je patrový měšťanský dům s mansardovou střechou, zděným přízemím a roubeným patrem v ulici 9. května (dříve Alleestrasse) číslo popisné 310 v Kamenickém Šenově. Objekt pochází z roku 1787 a jeho podoba je pro město Kamenický Šenov té doby typická. Precizně provedené kamenické prvky výzdoby pískovcového portálu kolem vstupních dveří a pískovcová ostění okenních otvorů jsou nejvýraznějšími klasicistní prvky výzdoby domu. Objekt požívá státní památkové ochrany od 20. ledna 1965.

## Popis
Popis některých detailů objektu, ale hlavně pak vnitřní dispozice domu je k roku 1935, kdy jej zachytil Harry Palme. Dům si nechal v roce 1787 postavit Josef Lissner. Přízemí hlavní obdélné patrové budovy bylo zhotoveno z kamenného zdiva a bylo omítané. Na něm bylo zbudováno horní poschodí ze dřeva. Budova byla zakončena mansardovou střechou, krytou podle popisu po roce 1948 eternitem. Trámy horního patra budovy byly po celém obvodu domu pobity prostým prkenným obložením (podélně bedněné).

### Podélné průčelí budovy
Podélné průčelí budovy orientované přibližně severním směrem a obrácené do ulice 9. května disponuje šesti okenními osami, ve čtvrté ose zleva jsou zakomponovány vstupní dveře do objektu. Do budovy se vchází z ulice 9. května po nevysokém kamenném schodišti vetknutém čelně do velké vyrovnávací kamenné terasy (původně obkroužené po obvodě litinovým zábradlím). Dveře do domu jsou zdůrazněny pískovcovým portálem s půleliptickým nadpražím. Okna ve zděném přízemí jsou (respektive byla většinou) chráněna dekorativními mřížemi a jsou od sebe oddělena pilastry; pilastry (kromě těch, které tvoří dveřní portál) jsou jednoduché, hladké s ozdobnými hlavicemi končícími na úrovni mezipatrové římsy. Plochá a široká mezipatrová římsa je dekována periodicky se opakujícím nepříliš vystupujícím motivem půlkruhu. Nároží domu na úrovni přízemí je opticky zdůrazněno kvádrovou bosáží (armováním).

### Vchodová výzdoba
K domovním dveřím v přízemí (v podélné stěně objektu orientované do ulice 9. května) stoupá nevysoké schodiště s několika málo schody. Vnější fasáda domu obsahuje ve 4. okenní ose zleva dvoukřídlé dřevěné domovní dveře, které jsou v přízemí obkrouženy masivním zdobným pískovcovým portálem. Jeho vertikálním základem jsou rostlinnými motivy (květinovým dekorem) ozdobené pilastry (levý a pravý) přerušené asi ve dvou třetinách výšky od podlahy krátkými římsami. Obě tyto římsičky mezi pilastry jsou spojeny masivním půleliptickým po obvodě plasticky dekorovaným obloukem nadpraží. Vnitřek tohoto oblouku je vyplněn motivem symetricky vzájemně propletených lodyh. Vchodové dřevěné dveře mají horní hranu tvarovanou do půlelipsy, která zapadá do dolní hrany nadpražního oblouku. V nejvyšším bodě nadpraží se nachází volutový klenák v dolní části s reliéfem květu s mnohočetnými okvětními plátky. Nad výše uvedeným portálem se nachází přímá nadedveřní římsa na konsolách s prohnutou střední částí, do níž zasahuje horní část klenáku s kruhovým medailonkem obsahujícím číslo 310.

### Ostatní  detaily budovy
Levá štítová strana budovy obrácená přibližně východním směrem disponuje třemi okenními osami. Fasáda v přízemí je mezi okny dekorována nevýraznými pilastry, které mají v místě hlavic (těsně pod mezipatrovou římsou) téměř neznatelné kanelování. Dřevěné patro je podélně bedněné; podkroví má dvě okna a je obloženo eternitovou krytinou. Původně zde bylo zdobné pobití břidlicí, které je na dobové fotografii z roku 1934 zřetelně patrné.
Pravá štítová strana budovy obrácená přibližně západním směrem disponovala původně také třemi okenními osami, ale třetí z nich byla později zaslepena jak na úrovni zděného přízemí, tak i na úrovni dřevěného patra. Mezi 2. a 3. (zaslepenou) okenní osou se nachází v přízemí izolovaný pilastr tvořený v těle kvádrovou bosáží (armováním). Dřevěné patro je podélně bedněné jen se dvěma funkčními okny; podkroví má dvě okna a je obloženo eternitovou krytinou. 
K zadní podélné stěně objektu (směřující do zahrady) je připojen jeden resp. dva zděné přístavky. Původně se zde nacházela přistavená kůlna a stodola s dřevěnou konstrukcí a s prkenným obkladem zvnějšku.

### Vnitřek domu

#### Přízemí
Po vstupu do domu domovními dveřmi (A) se vstupující ocitl ve velké předsíni (B) s klenutým stropem. Z předsíně vedly vlevo dveře do rohové světnice (C) a odtud bylo možno vstoupit dále do obdélné světničky (D). Na opačnou stranu (tedy doprava) se z velké vstupní předsíně (B) vstupovalo do místností (F) a (G), které obě měly klenuté stropy. Po projití krátkou chodbou (H) se nacházel napravo malý pokoj (J) rovněž s klenbou. Chodba (H) navazovala na krátkou chodbu (K) v jejímž závěru byla toaleta (L). Naproti hlavnímu vchodu (A) do domu, po projití velké předsíně (B), byly dveře do kuchyně (E). Vedle kuchyně (E) se nacházelo dřevěné schodiště (M) vedoucí do předsíně (N) horního patra.

#### První patro
Dřevěné schodiště (M) se v patře dělilo na dvě ramena a vedlo do předsíně (N) horního patra objektu. Odtud bylo možno přímo vejít do pokojů (Q), (O) a (S). Velká rohová místnost (P) s okny do ulice 9. května byla dosažitelná po projití dveřmi buď z pokoje (Q) nebo z pokoje (O). Další rohová světnice (R) také s okny do ulice 9. května byla dostupná z pokoje (S) nebo z centrálního pokoje (O). Hořejší patro zadní chodby (T) bylo zakončeno vstupem na toaletu (L). K zadní chodbě (T) přiléhalo dřevěné schodiště (U) vedoucí do prostorného podkroví.

Dům v ulici 9. května čp. 310 v Kamenickém Šenově
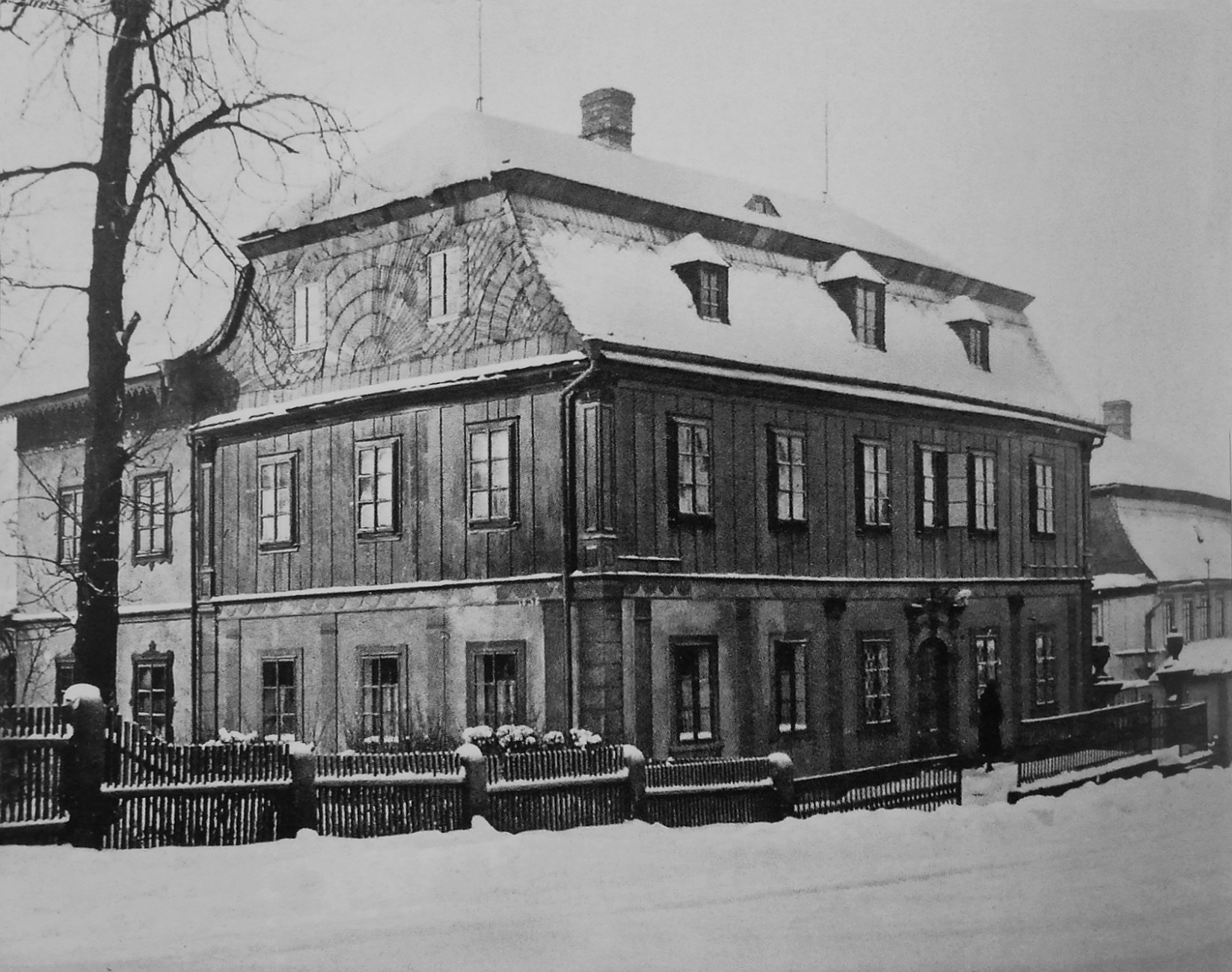
Pohled na východní štítovou stěnu domu se zdobným pobitím podkroví (rok 1934)
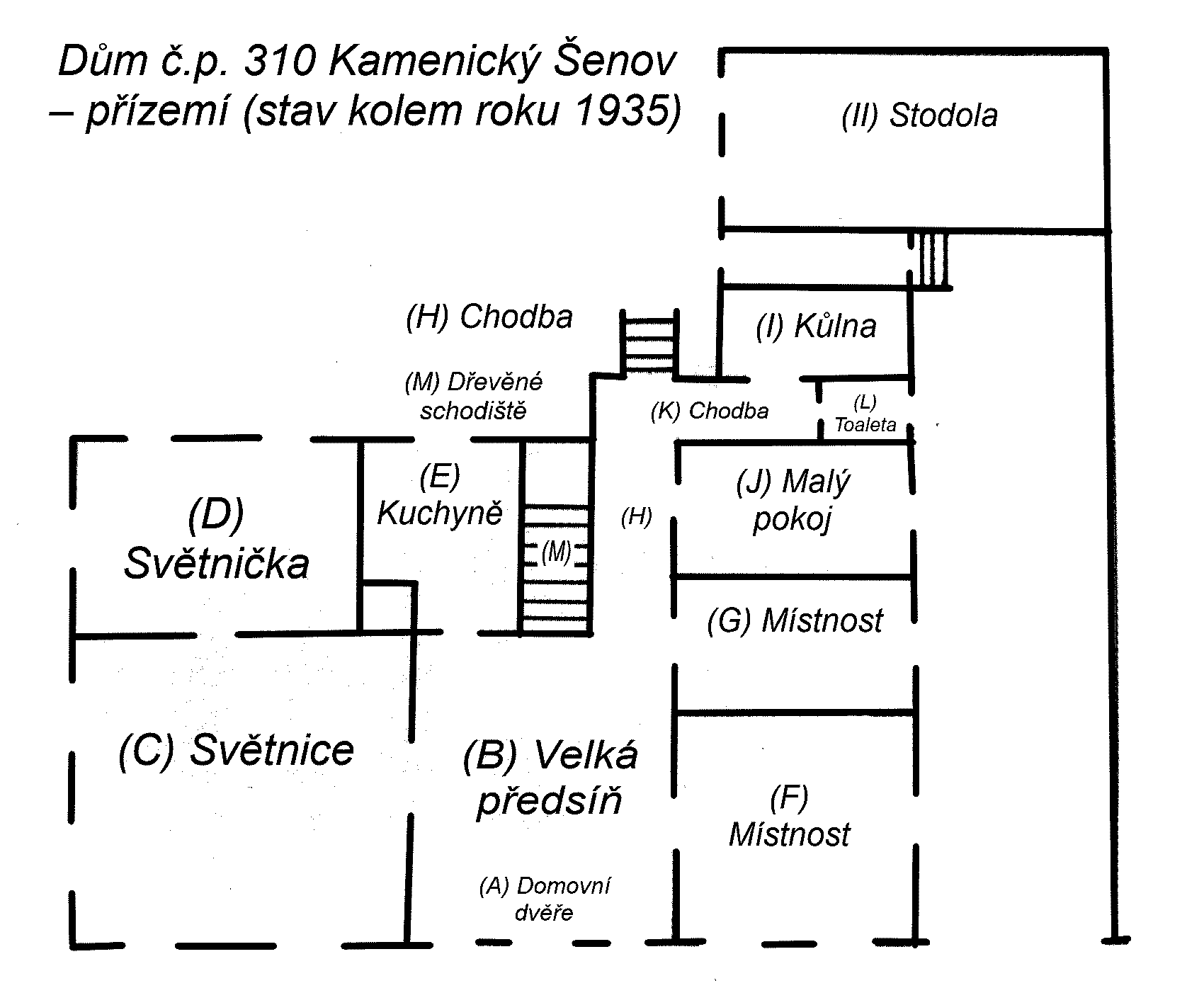
Situační plánek zděného přízemí
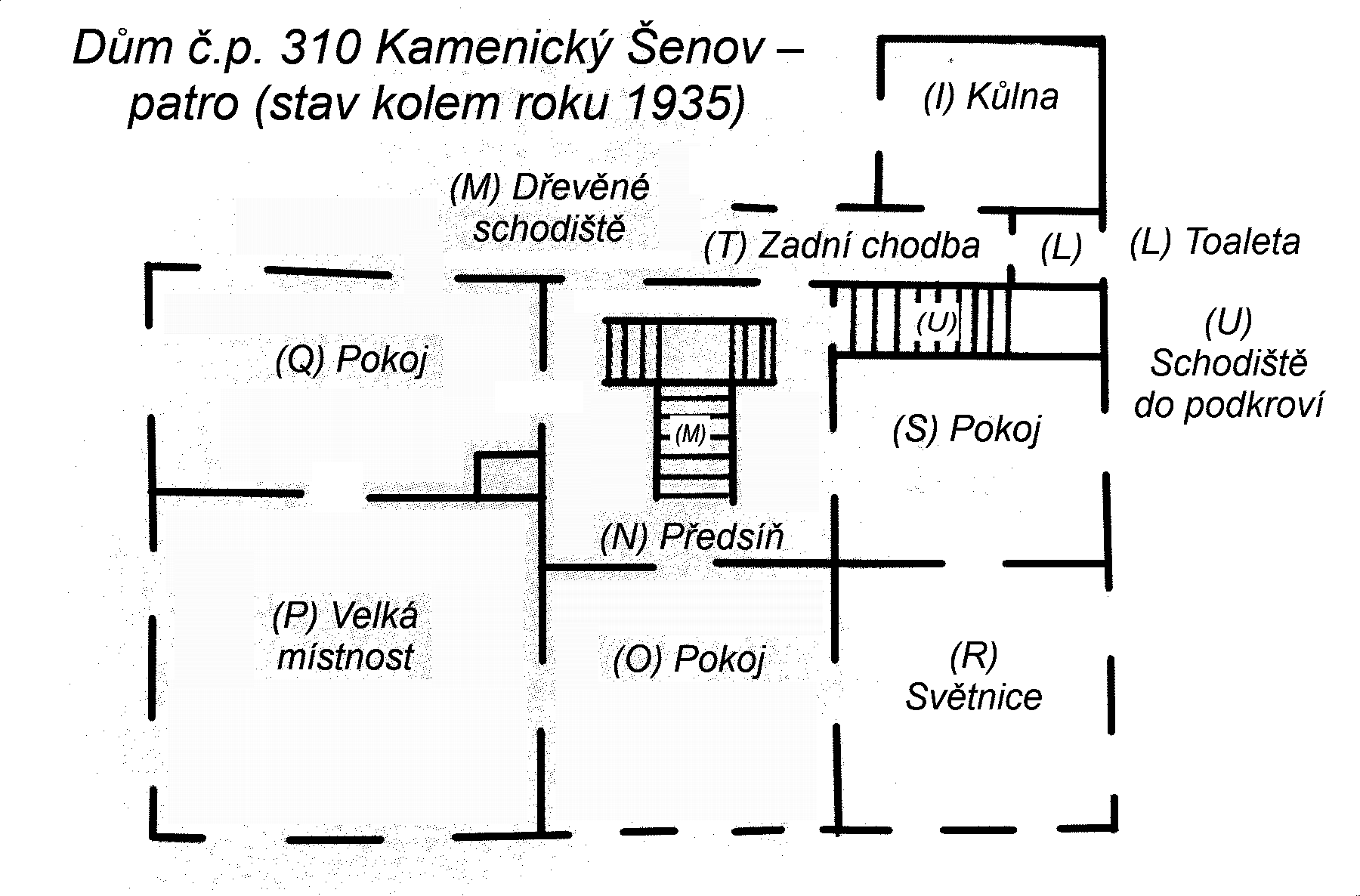
Situační plánek dřevěného patra

## Vlastníci objektu (chronologicky)
- Josef Lissner nechal dům postavit v roce 1787. Když si koupil usedlost Terešov a z Kamenického Šenova se odstěhoval, dům začal pronajímat.[1]
- Posléze objekt prodal Gustavu Knechtelovi (* 8. října 1833) a tento nový majitel byl uveden v roce 1850 jako nový vlastník nemovitosti.[1]
- Ignaz Krause (1829–1900) zakoupil dům po smrti Gustava Knechtela.[1]
- Po smrti Ignaze Krause dům převzala jeho dcera Johana Marie (ta se provdala za sklářského továrníka Josefa Pallme Königa).[1]
- Když Johana Marie Pallnemová Königová zesnula v roce 1924 zůstala nemovitost dědičkám: Marii Richterové, Elisabeth Palmeové a Katharině Martinové. Ještě v roce 1935 byl dům v jejich majetku.[1][p. 1]

## Galerie

Dům v ulici 9. května čp. 310 v Kamenickém Šenově
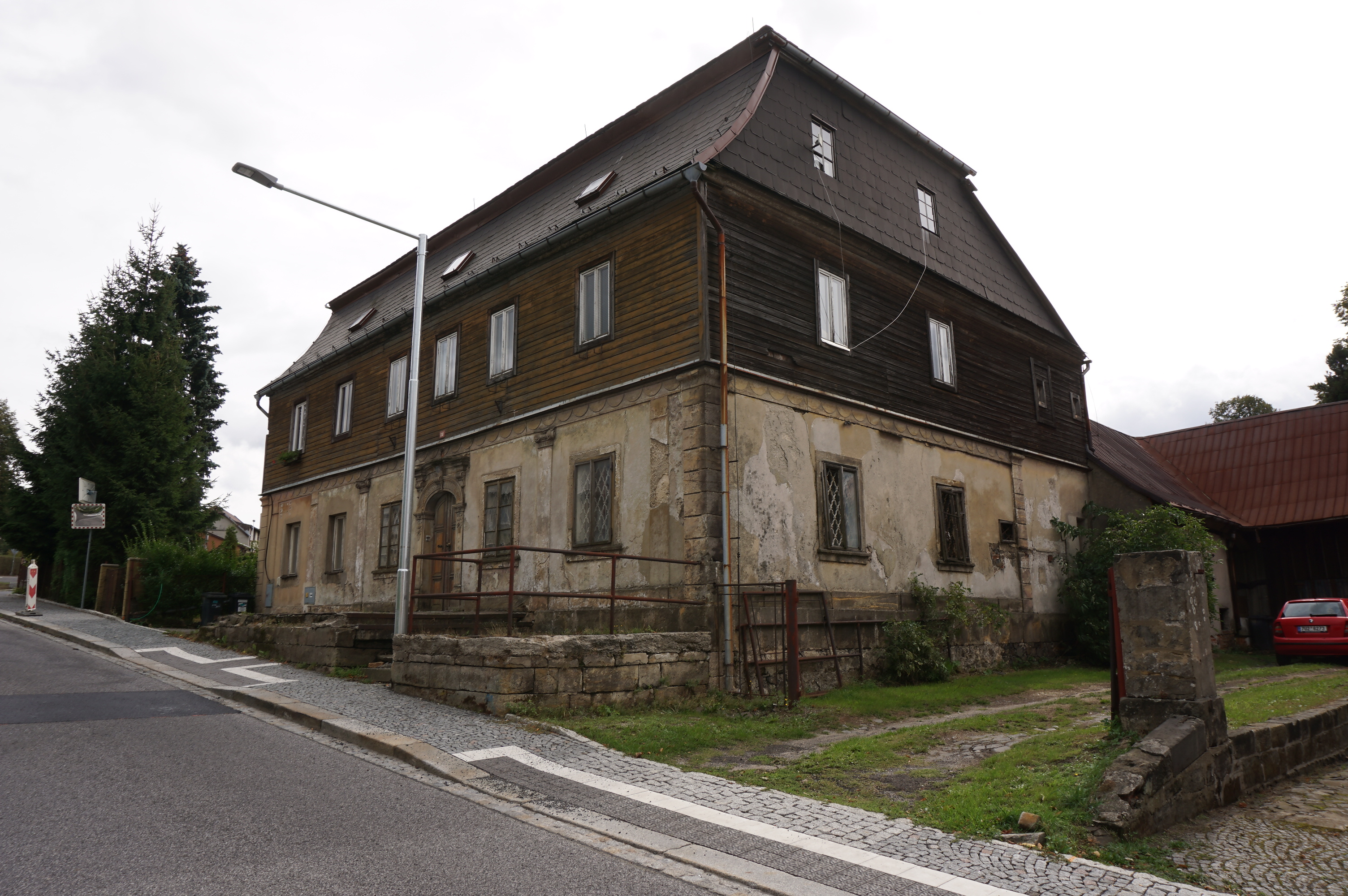
Pohled na západní štítovou stranu objektu (rok 2018)
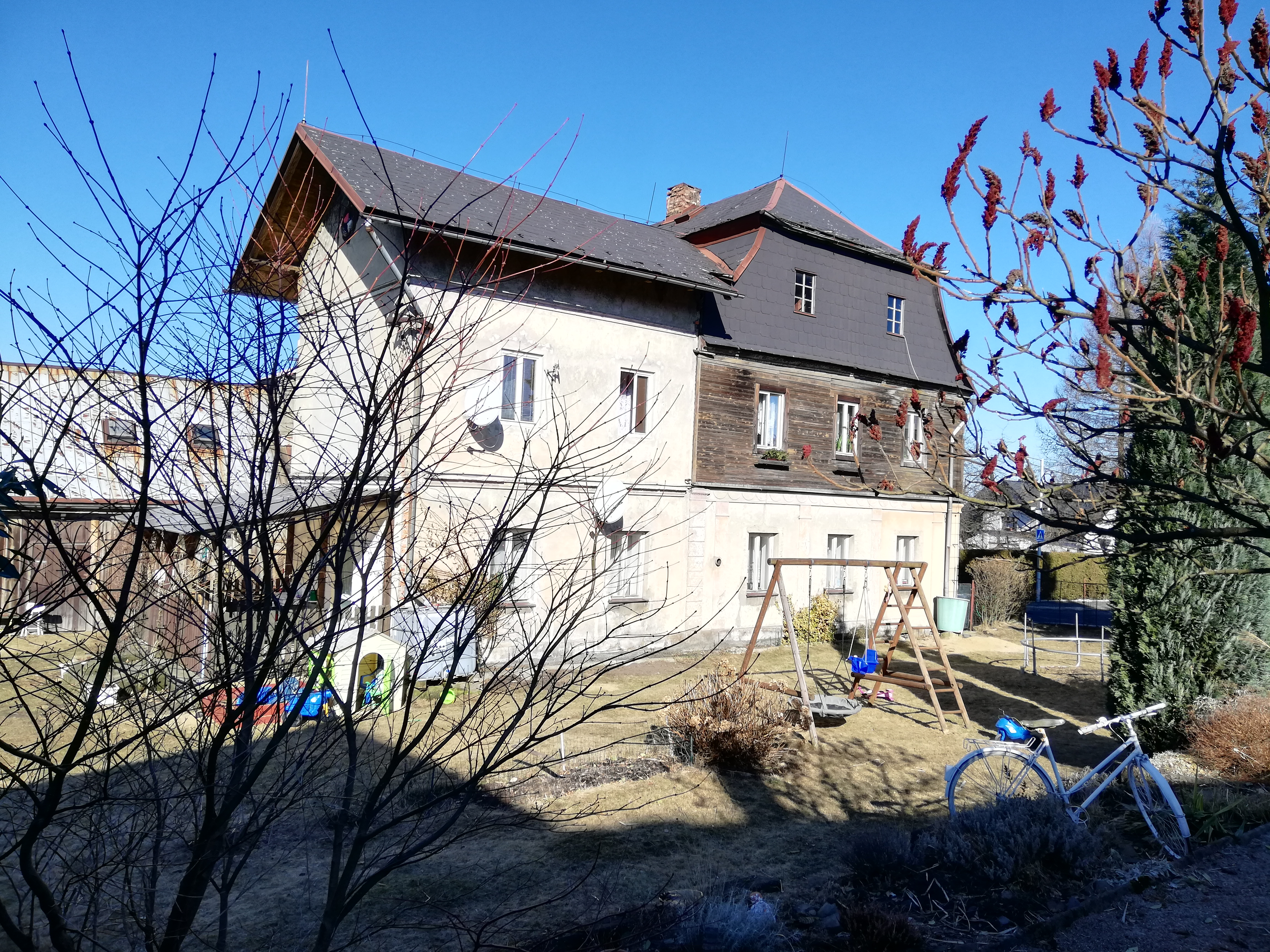
Pohled na východní štítovou stěnu a patrovou zděnou přístavbu v zahradě (rok 2022)
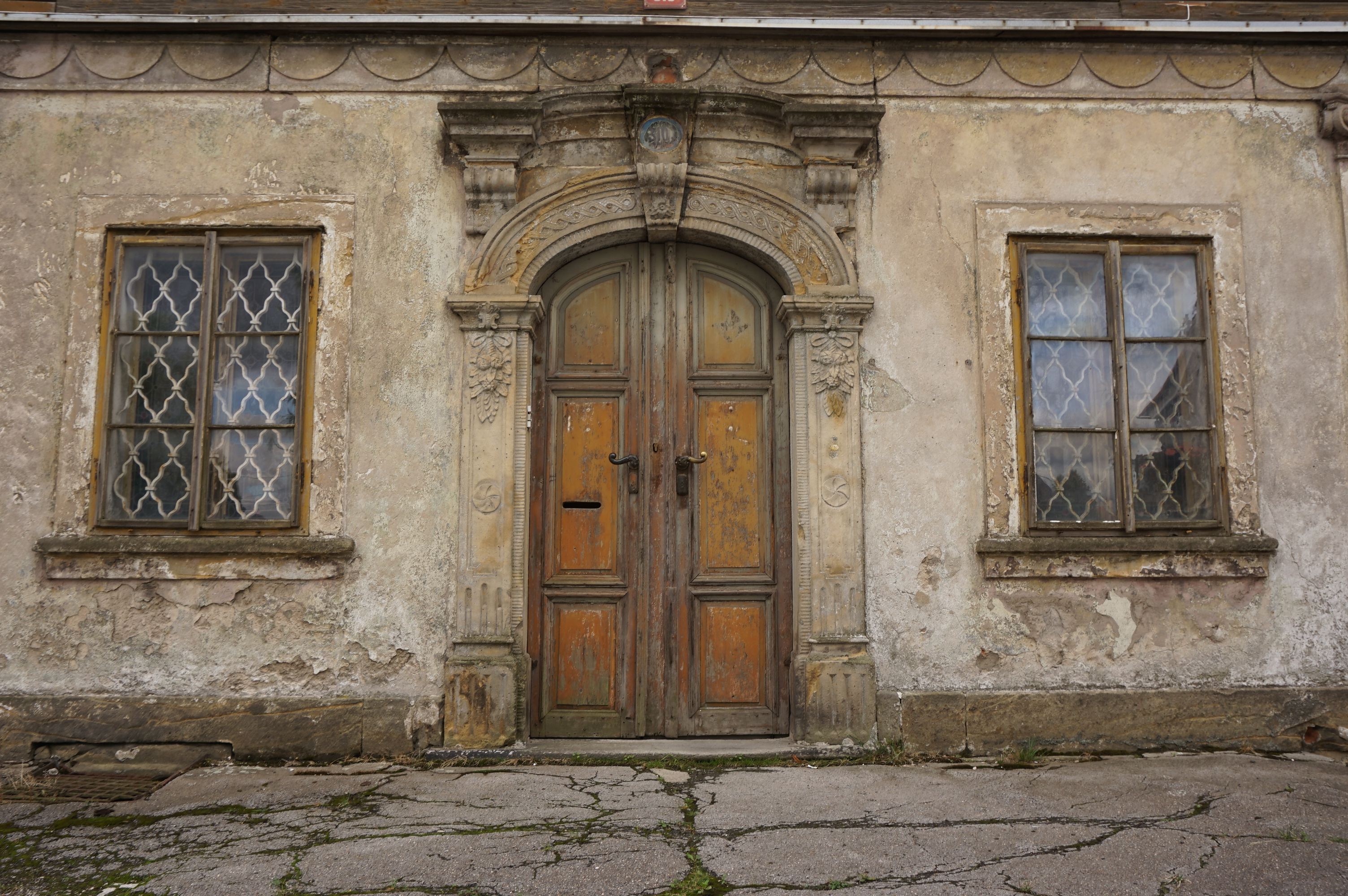
Vchod z ulice 9. května s pískovcovým portálem a přilehlými okny v přízemí (rok 2018)
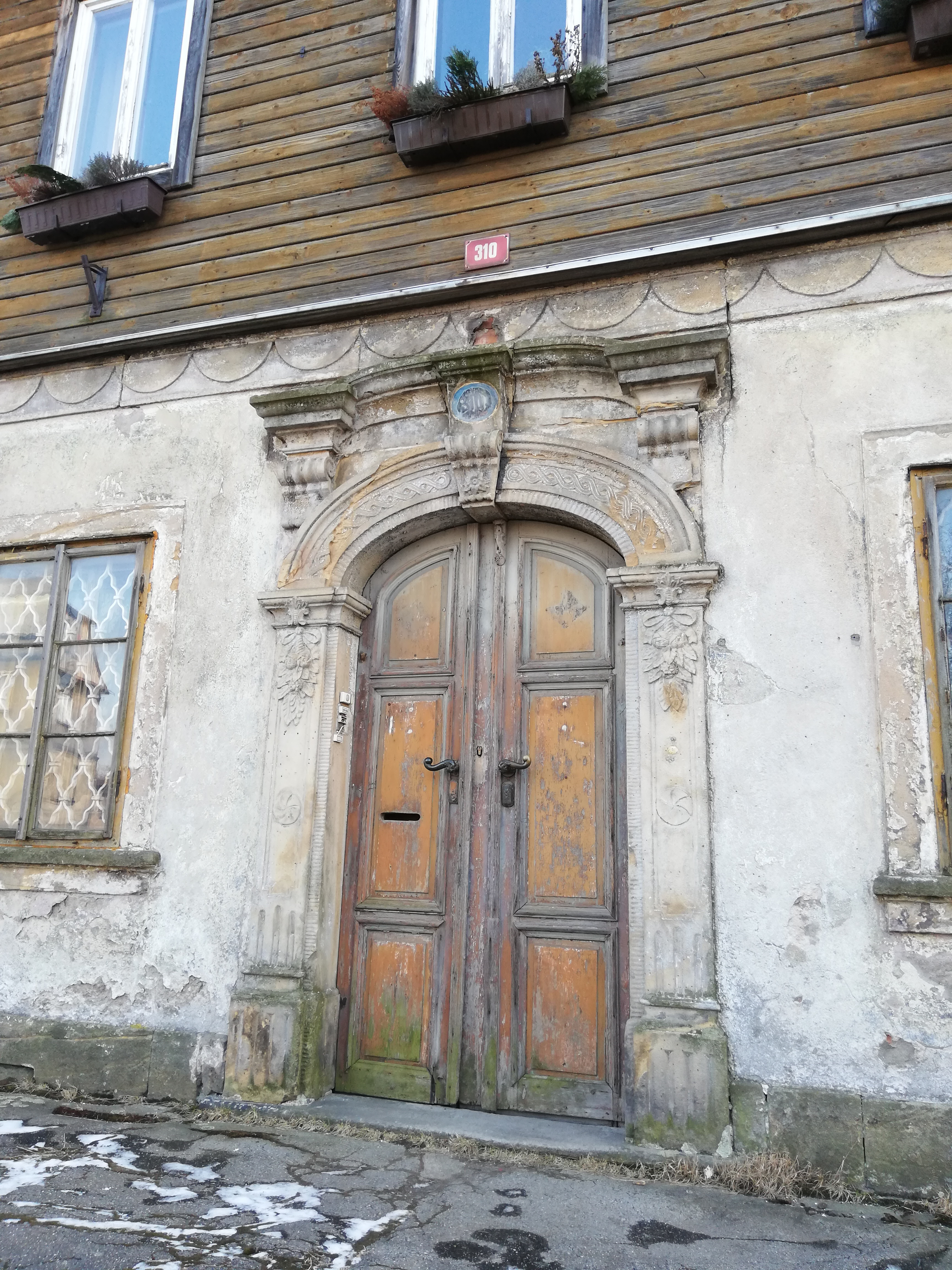
Detail pískovcového portálu kolem hlavního vchodu z ulice 9. května (rok 2022)